# Indian Removal Act
De Indian Removal Act werd op 28 mei 1830 in werking gesteld door president Andrew Jackson. De wet voorzag in een speciaal aangewezen gebied voor Indianen in het huidige Oklahoma. Hoewel vaak alleen Andrew Jackson wordt genoemd bij de Indian Removal Act was het waarschijnlijk Thomas Jefferson die het idee eerst voorstelde. Jackson zorgde slechts voor de implementatie en de uitvoering van het plan dat Jefferson had bedacht. Jefferson legde zijn plan uit in een reeks privébrieven aan William Henry Harrison. Zijn eerste acties om de Indian Removal Act te promoten gebeurden tussen 1776 en 1779, toen hij adviseerde om de Cherokee en de Shawnee van hun grondgebied te verdrijven naar het gebied ten westen van de Mississippi. Toen hij al president was schreef hij op 27 februari 1803 een brief aan de gouverneur van Indiana Territory, waarin hij zijn plannen met de indianen duidelijk maakt.
Gevolgen van deze wet waren onoverzienbaar voor de inheemse bevolking. Deze gedwongen verplaatsing leidde tot duizenden doden onder de verschillende Indianenstammen en  enorme stukken grondgebied, van hen die daar reeds eeuwen hun leven hadden doorgebracht, gingen verloren. De zoektocht naar grondstoffen en meer grondgebied van de Amerikaanse bevolking, om aan hun kapitalistische noden te voldoen, ging ten koste van hen die er reeds eeuwen vreedzaam hadden geleefd.

## Geschiedenis

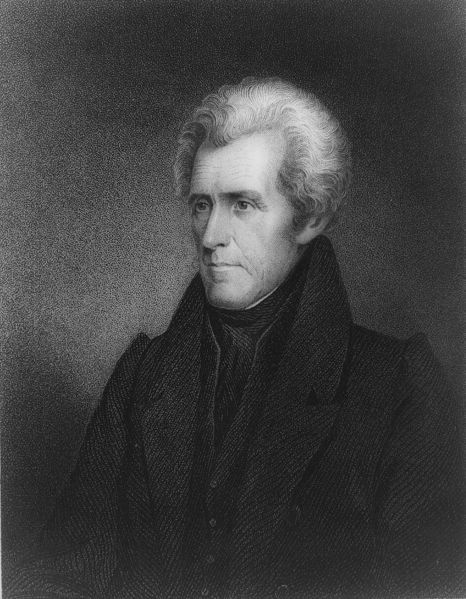
Andrew Jackson

Toen Andrew Jackson in 1828 gekozen werd tot president, was de zogenaamde 'Indian Removal' een belangrijke kwestie in het Zuiden. Vooral in Georgia, waar de Cherokee-stam in 1827 zich onafhankelijk verklaarde van de staat. Zij stelden een eigen grondwet op met daarin een tweekamerstelsel en een gekozen leider, genaamd John Ross.
In tegenstelling tot wat Jackson dacht, waren Cherokees goed aangepast aan de Amerikaanse manier van leven. Ze werden succesvolle boeren, zakenmannen en plantage-eigenaren. Sommige rijke Cherokees hadden zelfs eigen slaven en leefden in huizen die vergelijkbaar waren met die van vele blanke rijken. Jaloezie van minder rijke blanke Amerikanen was het gevolg. Toen ook nog goud werd gevonden op het land van de Cherokees konden de spanningen alleen maar verhogen.
Tussen 1828 en 1831 passeerde de wetgevende macht een aantal wetten die het gebied van de Cherokee-stam in vijf counties verdeelden. Deze gebieden vielen direct onder het gezag van Georgia. Andere maatregelen die in deze wetten waren geregeld was het onwettig verklaren van alle Cherokee-wetten en het verbieden van de samenkomst van de Cherokee-leiders. Jackson drong aan op wetten die het mogelijk maakten om Indianen naar het westen te kunnen verplaatsen.

## Inhoud van de wet
De wet voorzag in een speciaal voor Indianen gereserveerd gebied grenzend aan Missouri en Arkansas. Om onderhandelingen met Indianen mogelijk te maken werd een bedrag van 500.000 dollar beschikbaar gesteld als compensatie voor alle verbeteringen die de Indiaanse stammen op hun land hadden aangebracht. Daarnaast garandeerde de wet dat elke stam evenveel land zou ontvangen in de nieuwe Indiaanse zone als wat men opgaf in het oosten. In het eerste jaar dat men in de nieuwe zone woonde, zouden de stammen eten, werktuigen en de bescherming van federale troepen krijgen. Elke stam zou onafhankelijk functioneren zonder bemoeienis van de Verenigde Staten.

## Gevolgen
De Cherokees gingen met de wet naar het Hooggerechtshof. In eerste instantie (Cherokee Nation v. Georgia (1831)) werd de claim van de Cherokees verworpen, maar een jaar later verklaarde het Hooggerechtshof in Worcester v. Georgia, dat Georgia niet het recht had om de Cherokee-stam te besturen, omdat zij een soevereine staat vormden. Jackson was het niet eens met het besluit. Georgia wist dat het Hooggerechtshof hun besluit niet kon afdwingen zonder presidentiële steun, dus gingen de staat verder met de voorbereidingen om het land van de Cherokee te verdelen.
Moe en depressief van het lijdzaam toezien besloten prominente Cherokee leden om toe te geven en tekenden in 1835 de Treaty of New Echota. Hierin stond dat alle gronden werden overgedragen voor 5.000.000 dollar, eenzelfde hoeveelheid land in het nieuwe gebied, vervoer naar het westen en eten en werktuigen. De Cherokees kregen twee jaar de tijd om te vertrekken, na het verstrijken van die termijn zouden zij hardhandig worden verwijderd. Veel Cherokees waren het er niet mee eens en toen de dag naderde, wilde niemand verhuizen. De Cherokees werden behandeld als gevangenen. In mei 1838 verzamelde Generaal Winfield Scott alle Cherokees in te kleine kampen. De uiteindelijke reis, die vijf maanden zou duren en de geschiedenis zou ingaan als de Trail of Tears (het Tranenspoor), begon met 16.000 Cherokees van wie er onderweg naar schatting 4.000 stierven.
Naast de Cherokees waren er nog vele andere stammen die moesten vertrekken. Sommigen gingen vrijwillig, maar stammen als de Seminole vertrokken niet zonder slag of stoot. Hun verzet duurde zeker zeven jaar. Een andere stamleider, Black Hawk van de Sauk stam, probeerde een deel van zijn land terug te veroveren. Het verzet duurde vier maanden waarna Black Hawk door verraad kon worden opgepakt. Na zijn vrijlating zijn er geen opstanden meer geweest.
Tegen de tijd dat Andrew Jackson het presidentschap vaarwel zei, waren er meer dan 45.000 Indianen verplaatst. Zij gaven meer dan 40 miljoen hectare land op voor 13 miljoen hectare en 68 miljoen dollar in subsidies en betalingen.